# Öl- und Papiermühle Oberbruch
Die Öl- und Papiermühle Oberbruch war eine Wassermühle mit zwei unterschlächtigen Wasserrädern an der Wurm in der Stadt Heinsberg im nordrhein-westfälischen Kreis Heinsberg im Regierungsbezirk Köln.

## Geographie
Die Öl- und Papiermühle Oberbruch hatte ihren Standort an der Wurm, an der Boos-Fremery Straße, im Heinsberger Stadtteil Oberbruch. Das Grundstück, auf dem das Mühlengebäude stand, hat eine Höhe von ca. 42 m über NN. Oberhalb stand die Porselener Mühle, unterhalb arbeitete die Unterbrucher Mühle.

## Gewässer
Die Wurm versorgte auf einer Flusslänge von 53 km zahlreiche Mühlen mit Wasser. Die Quelle der Wurm liegt südlich von Aachen bei 265 m über NN, die Mündung in die Rur ist bei der Ortschaft Kempen in der Stadt Heinsberg bei 32 m über NN. 

## Geschichte
Mit der Franzosenzeit um 1800 zog in den heimatlichen Gefilden auch eine gewisse Gewerbefreiheit ein. Dieses hatte für das Mühlenwesen die Folge, dass mehrere Mühlen um diese Zeit neu errichtet wurden. So entstanden vier aufeinanderfolgende Wurm-Mühlen auf einer Strecke von weniger als 10 km. Das waren die Porselener Mühle, Öl- und Papiermühle Oberbruch, Unterbrucher Mühle und die Lohmühle.
Die Öl- und Papiermühle Oberbruch wurde im Jahre 1797 vom Kaufmann Andreas Josef Berens gebaut. Der produzierte in der Mühle, die von zwei Wasserrädern angetrieben wurde, Blüten- und Ölpapier zum Einwickeln von Stahlwaren. Als die Wasserqualität wegen der zunehmenden Industrieverschmutzung immer schlechter wurde, verkaufte er die Mühle 1864 und verlegte die Produktion auf die Rischmühle nach Brachelen. In Oberbruch beschränkte man sich auf die Fertigung von Pappkarton. 1888 wurde die Mühle stillgelegt.
Mühlengebäude und das Gelände wurde nun einer anderen Nutzung zugeführt. Ab 1891 wurde mit der Produktion von Glühlampen begonnen. Der Unternehmer Dr. Max Fremery und der Ingenieur Johann Urban versuchten immer bessere und belastbarere Glühfäden für ihre Glühlampen zu entwickeln. Dabei entdeckten sie ein Fertigungsverfahren zur Produktion von Kunstseide. Sie stellten den Betrieb um die Jahrhundertwende darauf um und legten damit den Grundstein für die weltbekannten Glanzstoffwerke Oberbruch.

## Galerie

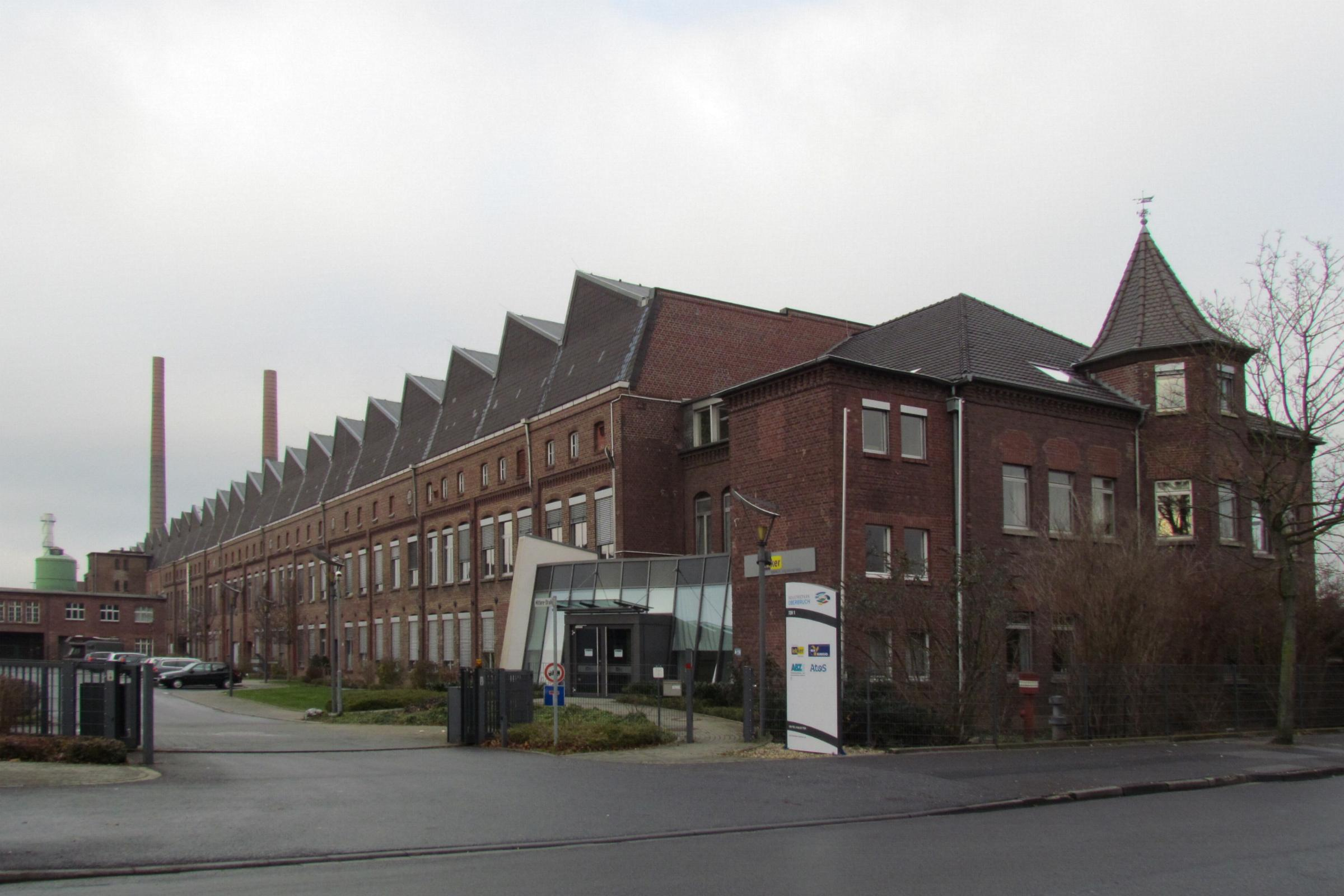
Wo einst die Mühle stand, ist heute der Industriepark Oberbruch (IPO)
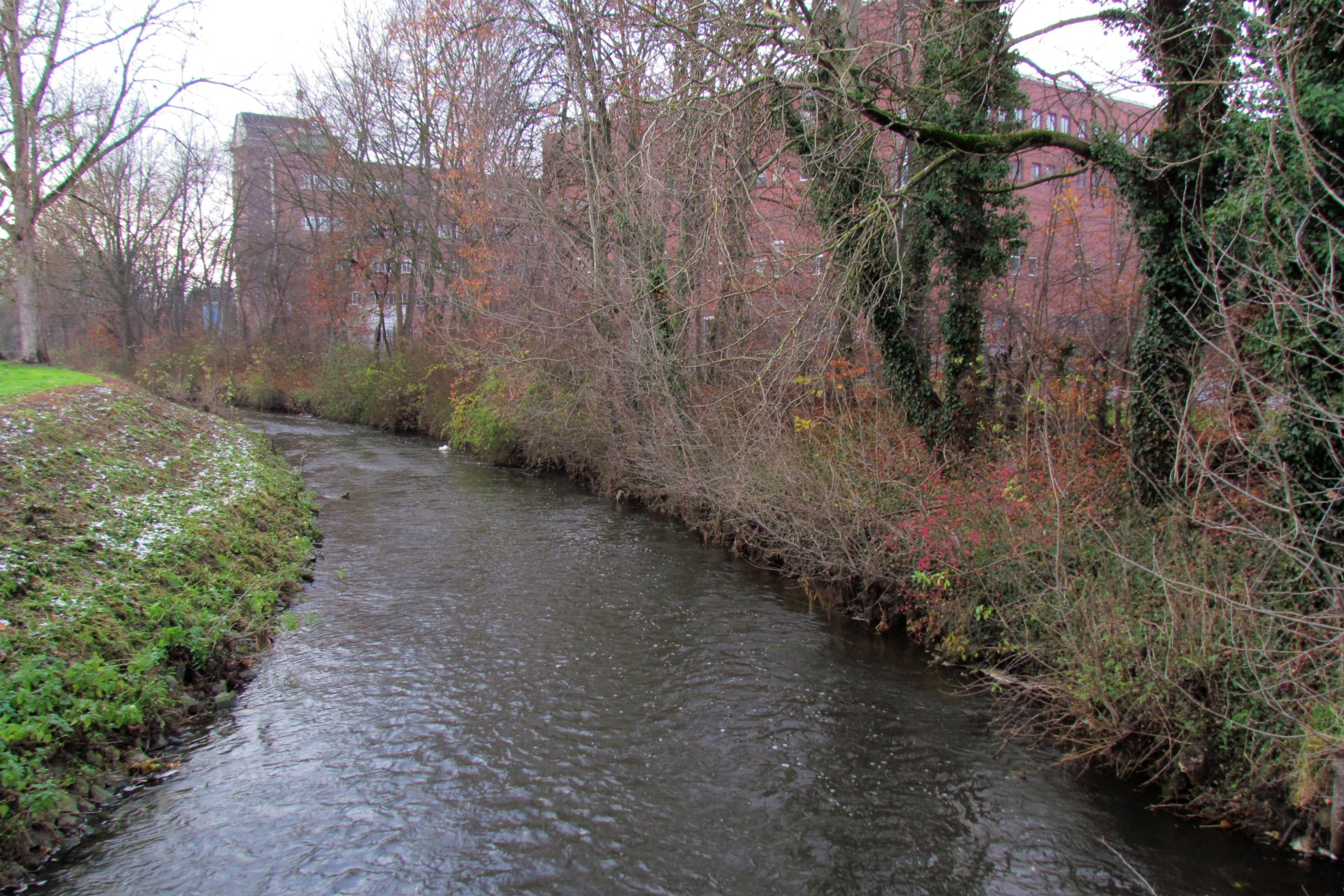
Wurmverlauf am Industriepark Oberbruch (IPO)
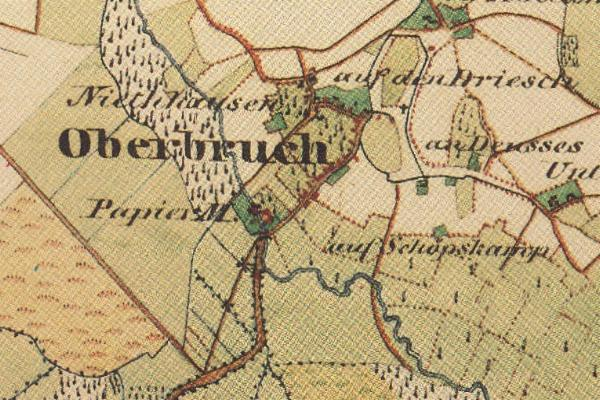
Papiermühle Oberbruch auf der Uraufnahme von 1846
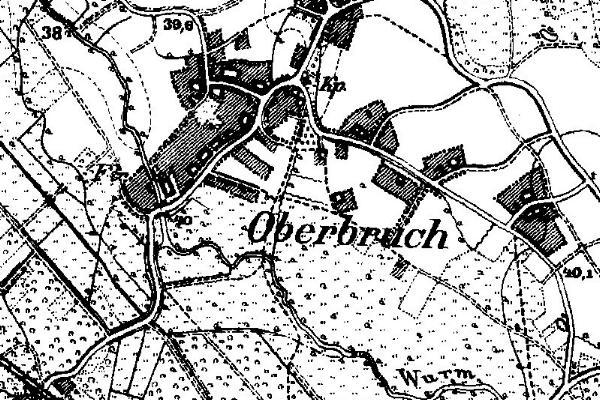
Oberbruch auf der Neuaufnahme von 1892
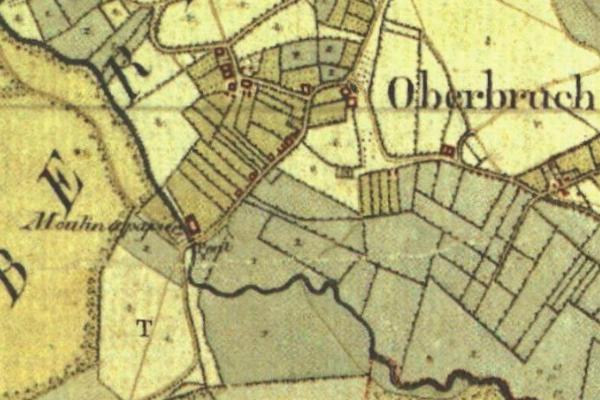
Öl- und Papiermühle Oberbruch auf der Tranchotkarte 1805/1807

→ Siehe auch Liste der Mühlen an der Wurm